# گیورگی اسویریدنکو
گیورگی اسویریدنکو (بلاروسی: Георгій Уладзіміравіч Свірыдзенка؛ زادهٔ ۳ دسامبر ۱۹۶۲) بازیکن هندبال بلاروسی‌تبار اهل شوروی است.